# Порт-де-Лила (станция метро)
Порт-де-Лила (фр. Porte des Lilas) — пересадочный узел Парижского метрополитена между линиями 3bis и 11. Для линии 3bis станция является конечной.

## История
- Зал линии 3bis открылся 27 ноября 1921 года в составе пускового участка Гамбетта — Порт-де-Лила. 11 апреля 1935 года открылся первый участок линии 11 (Шатле — Порт-де-Лила тогда ещё 3 линии, до 17 февраля 1937 года станция была конечной для обеих линий, после чего на линии 11 открылся последний перегон к станции «Мэри-де-Лила». 27 марта 1971 года участок Гамбетта — Порт-де-Лила был вычленен в самостоятельную линию.
- Пассажиропоток по станции по входу в 2011 году, по данным RATP, составил 3 899 020 человек[1]. В 2013 году этот показатель снизился до 3 724 568 пассажиров (141 место по уровню входного пассажиропотока в Парижском метро)[2].

Станция названа по «Порту де Лила», одному из въездов в Париж XIX века, находившемуся в башне Ле Лила.

## Отражение в культуре
- Станция упоминается в одной из известных песен Сержа Гэнсбура, созданной в 1958 году, — «Le poinçonneur des Lilas[фр.]». На эту песню был снят клип группы Scopitone, действие которого разворачивается на станции «Порт де Лила», а певец одет в форму работника метро, проверяющего билеты.[3]

## Галерея
- Зал линии 3bis
- Зал линии 11

## Путевое развитие
- Перед станцией линией 3bis (на пути следования к «Сен-Фаржо») имеется стрелка, от которой начинается неиспользуемый путь «вуа де Фет» с двумя законсервированными станциями «Порт-де-Лила — Синема» и «Аксо». Непосредственно к станции прилегают два пошёрстных съезда, а за станцией располагается разворотная петля.
- На станции линии 11 располагаются пошёрстный съезд, стрелки между боковыми и средним путями и однопутный ПТО между путями перегона Порт-де-Лила — Мэри-де-Лила. Въезд в ПТО возможен с обеих концов перегона.